# یواس‌اس کایوگا (۱۸۶۱)
یواس‌اس کایوگا (۱۸۶۱) (به انگلیسی: USS Cayuga (1861)) یک کشتی بود که طول آن ۱۵۸ فوت (۴۸ متر) بود. این کشتی در سال ۱۸۶۱ ساخته شد.